# Le Silence blanc
Le Silence blanc (titre original : The White Silence) est une nouvelle américaine de Jack London publiée aux États-Unis en 1900.

## Historique
La nouvelle est publiée initialement dans le mensuel Overland Monthly de février 1899, avant d'être reprise dans le recueil The Son of the Wolf en 1900.

## Résumé
Comme beaucoup de nouvelles de London, celle-ci se déroule dans le Yukon. L'histoire raconte le voyage de trois personnes voyageant sur des pistes dans le Grand Nord et tentant de rejoindre une zone habitée avant le printemps. Malemute Kid, personnage de la nouvelle précédente, accompagne Mason, un natif du Tennessee, et Ruth, son épouse indienne. Cette nouvelle traite de la relation fragile entre l'homme et la nature et aussi entre l'homme et l'animal. Son titre est une expression que London utilise fréquemment dans ses descriptions des paysages gelés du Grand Nord. 

## Éditions

### Éditions en anglais
- The White Silence, dans le Overland Monthly, février 1899.
- The White Silence, dans le recueil The Son of the Wolf, Boston, Houghton Mifflin Company, 1900.

### Traductions en français
- Le Silence blanc, traduit par François Specq, Gallimard, 2016[1].

## Sources
- (en) Cet article est partiellement ou en totalité issu de l’article de Wikipédia en anglais intitulé « The White Silence » (voir la liste des auteurs).